# Fanfulla da Lodi
Fanfulla da Lodi (Basiasco, 1º settembre 1477 – Terracina, 24 febbraio 1525) è stato un condottiero italiano.

## Biografia
È noto soprattutto, come avveniva per ogni uomo d'arme, per il soprannome e nome di battaglia; gli storici non sono concordi sul nome reale e si dividono fra Bartolomeo Giovenale, Giovanni Fanfulla e Giovanni Bartolomeo Fanfulla. Sotto quest'ultimo nome è ricordato varie volte nelle Cedole della Tesoreria di Napoli, che costituiscono i soli documenti probanti della sua esistenza e della sua attività.
Anche il luogo di nascita è incerto e tre località si contendono i suoi natali: Ferrara, Guardasone in provincia di Parma e Basiasco in provincia di Lodi; alla base dei dubbi concorrerebbe anche la presunta appartenenza alla famiglia dei Lodi, che secondo alcuni studiosi potrebbe aver indotto a crederlo originario di tale città; ma la leggenda ha voluto che Fanfulla fosse lodigiano e come tale ne ha tramandato il ricordo.
A Basiasco sono conservate due targhe del 1903 che danno notizia dei natali di Fanfulla e fanno riferimento ad un crittogramma contenuto nel registro battesimale (liber generalis) dell'epoca. Un parroco cinquecentesco avrebbe tenuto traccia della nascita di Giovanni Tito Alon, detto Fanfulla, a Basiasco, nascondendo però la notizia sotto una cifratura, in quanto il Fanfulla godeva di cattiva fama, in quanto cavaliere di ventura dedito a saccheggi e violenze.
Esistono incertezze anche sulla sua morte. La più improbabile, per motivi di cronologia, lo vuole caduto nella battaglia di Marciano nel 1554; un'altra lo dice morto in Lombardia dopo il 1524, quasi certamente nella battaglia di Pavia il 24 febbraio 1525; secondo la cronaca di Fabio Vecchioni, sarebbe scomparso nel 1525 nella pianura di Terracina.
Fatta eccezione per la partecipazione alla disfida di Barletta, le sue vicende biografiche sono ricostruibili solo con approssimazione, data la discordanza delle fonti. Fu dapprima soldato di ventura, poi cavaliere e infine capitano di bandiera tra il 1499 e il 1525.
(Pietro Novati, Fanfulla da Lodi, Edizioni Lodigraf, 1982)
Nella sua vita combatté per la città di Firenze (1499), Spagna (dal 1503) e Sacro Romano Impero (dal 1515) avendo come avversari Pisa (nel 1499) e la Francia dal 1503 in poi.
La fama di Fanfulla si deve principalmente al ritratto colorito di eroico soldato di ventura che ne fece Massimo d'Azeglio nel romanzo Ettore Fieramosca o La disfida di Barletta del 1833.
Assieme a Ettore Fieramosca fu protagonista della famosa disfida di Barletta, che il 13 febbraio 1503 vide tredici guerrieri italiani confrontarsi con altrettanti francesi nell'ambito del conflitto tra Spagna e Francia per il possesso del Regno di Napoli. Secondo alcuni storici Fanfulla ebbe un ruolo decisivo nello scontro. Il Loffredo sosteneva che i francesi ebbero difficoltà per lo "strazio che de' loro cavalli vedean fatto dal Capoccio, dal Bracalone, dal Fanfulla" mentre il Giovio scriveva "Pareva nondimeno pareggiata la battaglia, ma con animo grande il Bracalone e dopo di lui il Fanfulla, cadendo loro i cavalli, rimasi a piedi, subito dato di mano agli spiedi, e valorosamente forando gli uomini e i cavalli, fecero inclinare la vittoria". Al termine dello scontro, viene armato cavaliere dal potestà spagnolo Consalvo di Cordoba.

## Influenze nella cultura di massa
- Sport: Fanfulla è considerato uno dei simboli della città di Lodi e del suo territorio e per questo motivo molte società sportive lodigiane portano il suo nome: tra le principali si ricordano l'A.S. Ginnastica e Scherma Fanfulla 1874, l'A.S.D. Fanfulla nel calcio, l'Atletica Fanfulla e la Pallacanestro Fanfulla 2000[4].
- Cucina: anche gli amaretti Fanfullini, prodotto tipico di Lodi, devono il proprio nome a Fanfulla. Al condottiero è stata dedicata una varietà di frumento creata dall'agronomo italiano Nazareno Strampelli.
- Arte: a Lecce, in piazzetta Raimondello Orsini, è presente una statua bronzea del condottiero, realizzata dallo scultore salentino Antonio Bortone. Del 1886 è il dipinto "Fanfulla al sacco di Roma" del pittore Roberto Venturi.
- Militaria: in Valsesia e in Val d'Ossola combatté il distaccamento (poi battaglione) "Fanfulla", costituito da partigiani lodigiani, tra cui Aldo Aniasi[5].
- Quotidiani e riviste: nel 1870 venne fondato il quotidiano nazionale Il Fanfulla, pubblicato fino al 1899 a Roma. Il giornale viene ricordato per il supplemento letterario settimanale Fanfulla della domenica, pubblicato sino al 1919.

A Lodi, tra il 1877 e il 1907 venne pubblicato "Fanfulla da Lodi: giornale settimanale". Dall'anno successivo, e fino al 1920 venne pubblicato "Il Fanfulla: giornale liberale di Lodi e circondario". Infine, tra il 1921 e il 1922, venne pubblicato "Fanfulla da Lodi: settimanale dei Fasci di combattimento della Bassa Lodigiana".
A San Paolo del Brasile nel 1893 è stato fondato un quindicinale che si rivolge alla comunità italo-brasiliana, col nome di: "Fanfulla - Il Giornale degli Italiani in Brasile dal 1893. O jornal dos Italianos no Brasil desde 1893".
- Fumetti: Fanfulla è protagonista dell'omonimo fumetto disegnato da Hugo Pratt (con i testi di Mino Milani).

È inoltre apparso come fumetto (disegni di Willy Signoroni e testi di Andrea Maietti) pubblicato a puntate sul quotidiano il Cittadino negli anni 2000.
- Musica: è protagonista della celebre canzone goliardica Fanfulla da Lodi.
- Film: nel 1940 fu girato Fanfulla da Lodi, per la regia di Giulio Antamoro e Carlo Duse (con Ennio Cerlesi, Germana Paolieri e Osvaldo Valenti). Altra presenza di Fanfulla è nei film Ettore Fieramosca (1938), regia di Alessandro Blasetti (interpretato da Mario Mazza) e ne Il soldato di ventura (1976) regia di Pasquale Festa Campanile (in cui è impersonato da Gino Pernice).
- Teatro: Fanfulla da Lodi ha costituito un ottimo soggetto per lavori teatrali a lui intitolati, ispirati principalmente alle trame dei romanzi del D'Azeglio.